# Джемаль Гейдар Джахидович
Гейда́р (Джахи́дович) Джема́ль (6 листопада 1947, Москва, Російська РФСР — 5 грудня 2016, Алмати, Казахстан) — російський ісламський діяч; публіцист, політичний оглядач і коментатор.
Голова «Ісламського комітету Росії»; постійний член Народного арабського та ісламського конгресу (НАІС); член координаційної ради Лівого фронту Росії; член Національної асамблеї руху Інша Росія. За віросповіданням — мусульманин-шиїт.

## Біографія
Народився в Москві в азербайджансько-російській сім'ї. Систематичної освіти не здобув. За допомогою рідні його пристроєно в тоді елітарний і напівзакритий Інститут східних мов при МДУ. Після року навчання його звідти відраховано (з його слів — за «буржуазний націоналізм»). Працював коректором у державному видавництві «Медицина», належав до різних московських маргінальних та підпільних гуртків та угруповань. Наприкінці 1970-х разом із О. Дугіним вступив до неофашистсько-езотеричного гуртка Євгена Головіна, «Чорний орден SS», де Головін вважався його «рейхсфюрером».
У 1988 знову ж разом з Дугіним вступив у російську націоналістичну спілку «Пам'ять». Його вигнано звідти, після чого Джемаль примкнув до літературно-містичного гуртка письменника Ю. Мамлеєва.
У 1990 р. взяв участь у заснуванніі так званої «Ісламської партії відродження Росії» і став заступником голови.
У 1991—1993 рр. випускав газету «Аль-Вахдат» («Єднання»). У 1993—1996 роках вів декілька телепрограм на російському телебаченні, присвячених ісламським проблемам («Нині», «Мінарет» та ін.). Багато публікується в російських ЗМІ, дає інтерв'ю.
У 1999 р на православно-ісламській конференції в Санкт-Петербургу висунув тезу про можливість стратегічного союзу ісламу та православ'я в рамках антизахідного російського проекту. Має прізвиська «ісламський революціонер» та «ісламський марксист». Виступає з відверто анти-вірменськими заявами, вважає, що вірменів як нації не існує, а Вірменія як самостійна держава не має права на існування
[джерело?].
У 2001 році очолив ініціативу взаємодії політичного ісламу та західних антиглобалістів.
10 березня 2010 р. підписав звернення російської опозиції Путін повинен піти.

## Критика
Г.Джемаль позиціонує себе як виразника інтересів усієї мусульманської громади Росії. Однак більшість російських мусульман, а також провідні мусульманські лідери Росії таким його не вважають, а його виступи часом оцінюють як провокаційні.
У деяких російських політичних колах Г.Джемаля називають «філософом» та «політологом», але якихось наукових праць, щоб їх визнала наукова спільнота, в цих галузях він не має, тому таким його не вважають. Відомі російські ліберальні публіцисти Валерія Новодворська і Костянтин Боровий, вважають його провокатором Кремля і «засланим козачком».

## Заява про усунення Путіна
Після зникнення Путіна з 5 березня 2015 року з усіх російських мас-медіа 14 березня Гейдар Джемаль дав інтерв'ю грузинській телекомпанії «Руставі 2», де висловив думку, що в Росії відбувся державний заколот і президент Володимир Путін утратив реальну владу, а багаторічного очільника особистої охорони Путіна генерал-полковника Віктора Золотова вбито. Також за словами Джемаля, 11 березня у П'ятигорську відбулася виїзна нарада Ради безпеки Росії, де «Рамзан Кадиров капітулював перед Патрушевим»

## Родина
- Син: Джемаль Орхан Гейдарович — російський журналіст, один з засновників «Мусульманського союзу журналістів Росії».